# 小菅由香
小菅 由香（こすげ ゆか、1991年12月9日 - ）は、日本の女子バスケットボール選手である。千葉県出身。三菱電機コアラーズ所属。ポジションはCF。180cm、84kg。

## 来歴
南子安小学校でバスケットボールを始め、君津中学校、千葉国際高校を経て、日本体育大学に進学。
大学4年時にユニバーシアード出場。
2014年、三菱電機コアラーズに入団。
2015年もユニバーシアード日本代表に選出

## 経歴
- 千葉国際高校 - 日本体育大 - 三菱電機（2014年〜）

## 日本代表歴
- 2013ユニバーシアード
- 2015ユニバーシアード